# Brasão de armas de Aruba
O Brasão de Armas de Aruba foi originalmente concebido em Amesterdão, em 1955. Desde então, foi usado como o símbolo nacional de Aruba. São sete os principais elementos, a saber:
- O leão no topo da crista simboliza o poder.
- Uma cruz branca sobre o brasão, que também serve para dividir o pico em quatro quadrantes, é representante da devoção à fé.
- Abaixo do pico está um par de folhas de louro, símbolo tradicional da paz.
- O quadrante superior direito do brasão retrata Hooiberg, a mais reconhecível colina de Aruba, e a segunda mais alta colina.
- Abaixo dele, no quadrante inferior direito, representa uma roda industrial.
- No quadrante superior esquerdo está uma planta aloe, uma fonte de rendimento para a ilha, e a sua primeira importante exportação.
- Por último, o quadrante inferior esquerdo, retrata mãos a abanar, símbolo das boas relações de Aruba com o mundo.